# 拉丁美洲人
拉丁美洲人（西班牙語：Latinoamericanos）簡稱拉美人，是指拉丁美洲国家境内的公民，有时還包括在拉丁美洲境外定居的拉丁美洲公民及其後裔。拉丁美洲国家公民及其侨民很多都是混血兒。 拉丁美洲人除美洲原住民外，還有很多人的祖先來自旧大陆。